# Beltinci
Beltinci (dialecto transmurano: Böltinci, en húngaro: Belatinc o Belatincz, en alemán: Fellsdorf) es una localidad de la región de Prekmurje, en el noreste de Eslovenia, capital del municipio homónimo. Perteneció al Imperio Otomano hasta la firma del Tratado de Karlowitz, (o Paz de Karlowitz) en 1699.
En 2016 la localidad tiene 2378 habitantes, en torno a la tercera parte de la población del municipio.
Hasta 1937, año en que fue destruida, existió en Beltinci una sinagoga judío-ortodoxa, construida en 1860 para la comunidad judía local. 
La parroquia de la población está dedicada a San Ladislao y pertenece a la diócesis católica de Murska Sobota. Data de 1742 con reformas durante el siglo XIX.
Beltinci es además la localidad natal del cantante Vlado Kreslin, uno de los más populares de Eslovenia.